# 潘南朴氏
潘南朴氏（パンナンバクし、はんなんぼくし、반남박씨）は、朝鮮の氏族の一つである。本貫は全羅南道羅州市である。2015年に韓国で行われた調査での人口は160,964人。

## 始祖
始祖朴応珠は、現在の全羅南道羅州市潘南面を中心にした高麗末期の豪族である。新羅の朴赫居世の子孫で、高宗期（13世紀）には潘南県戸長を務めた。
朴応珠の6世孫朴訔が朝鮮太宗の時に潘南君、その後錦川府院君にも任命され、累代の居住地潘南を本貫とすることになった。朴応珠の墓を明堂に使って一族が寝起きしたという伝説があり、「반남 박씨 벌 명당에 묘쓰고 벌 떼처럼 일어났다」という言葉が伝えられる。

## 行列字
潘南朴氏の行列はすべての派において共通である。しかし、人口増加に伴い、27代からは行列字の選択が認められ、ただし、同一家族内では一つに統一することを推奨している。
| ○世孫  | 1（始祖）           | 2                   | 3                   | 4                   | 5                   | 6                   | 7                             | 8                             | 9                   | 10                  |
| ------ | ------------------- | ------------------- | ------------------- | ------------------- | ------------------- | ------------------- | ----------------------------- | ----------------------------- | ------------------- | ------------------- |
| 行列字 | -                   | -                   | ○무（茂）           | -                   | 상○（尙）           | -                   | -                             | 병○（秉）                     | 림○（林）           | ○년（年）           |
| ○世孫  | 11                  | 12                  | 13                  | 14                  | 15                  | 16                  | 17                            | 18                            | 19                  | 20                  |
| 行列字 | -                   | 응○（應）           | 동○（東）           | -                   | 세○（世）           | 태○（泰）           | 필○（弼）                     | 사○（師）                     | ○원（源）           | 종○（宗）           |
| ○世孫  | 21                  | 22                  | 23                  | 24                  | 25                  | 26                  | 27                            | 28                            | 29                  | 30                  |
| 行列字 | ○수（壽）           | 제○（齊）           | ○양（陽）           | 승○（勝）           | ○서（緖）           | 찬○（贊）           | ○우（雨） ○하（夏） ○준（雋） | 천○（天） 인○（仁） 지○（持） | ○춘（春） ○승（承） | 헌○（憲） 영○（寧） |
| ○世孫  | 31                  | 32                  | 33                  | 34                  | 35                  | 36                  |                               |                               |                     |                     |
| 行列字 | ○오（吾） ○오（五） | 장○（章） 재○（宰） | ○호（虎） ○순（純） | 겸○（謙） 선○（善） | ○욱（旭） ○구（九） | 평○（平） 두○（斗） |                               |                               |                     |                     |

## 人口分布と集姓村
2015年統計によると、多くの自治体の総人口に占める比例が1%未満であるが、忠清南道錦山郡（1,245人、総人口の2.48%）では2%を超えている。
- 慶尚北道栄州市（1,580人、総人口の1.54%）
  - 可興2洞
- 全羅北道完州郡（497人、総人口の0.57%）
  - 鳳東邑九尾里
- 慶尚南道山清郡（290人、総人口の0.91%）
  - 生草面於西里
- 黄海道殷栗郡
  - 二道面於陽里
  - 長連面[5]

## 著名な人物
朝鮮時代には、文科及第者215人、相臣7人、大提学2人、王妃2人、側室1人を輩出するなど、多くの政治家や学者を輩出した。
| 時代         | 姓名     | 説明/出典                            |
| ------------ | -------- | ------------------------------------ |
| 高麗         | 朴応珠   | 潘南朴氏始祖                         |
| 高麗         | 朴訔     | 高麗末、朝鮮前期の文臣               |
| 朝鮮         | 仁聖王后 | 朝鮮 仁宗の王妃                      |
| 朝鮮         | 懿仁王后 | 朝鮮 宣祖の王妃                      |
| 朝鮮         | 朴世采   | 文廟に祭られている功臣               |
| 朝鮮         | 朴世堂   | 朝鮮の実学者                         |
| 朝鮮         | 綏嬪朴氏 | 朝鮮 正祖の側室                      |
| 朝鮮         | 朴趾源   | 朝鮮の実学者                         |
| 朝鮮         | 朴珪壽   | 朝鮮の学者                           |
| 朝鮮         | 朴泰輔   | 朝鮮の学者                           |
| 朝鮮末期     | 朴定陽   | 朝鮮 末期の政治家                    |
| 朝鮮末期     | 朴泳孝   | 朝鮮 末期の政治家                    |
| 朝鮮末期     | 朴斉純   | 朝鮮 末期の政治家                    |
| 日本統治時代 | 朴賛翊   | 独立活動家                           |
| 大韓民国     | 朴啓陽   | 大韓民国初の医師（医師免許第1号）    |
| 大韓民国     | 朴賛法   | 企業家（クムホアシアナグループ会長） |
| 大韓民国     | 朴賛淑   | 前国会議員                           |